# Тихеевка (Амурская область)
Тихеевка — упразднённая деревня в Магдагачинском районе Амурской области России.

## География
Урочище находится в центральной части Амурской области, на правом берегу реки Улагач, к западу от автодороги 10К-059, на расстоянии примерно 46 километров (по прямой) к юго-востоку от посёлка городского типа Магдагачи, административного центра района. Абсолютная высота — 333 метра над уровнем моря.

## История
По данным 1926 года в деревне имелось 6 хозяйств (5 крестьянского типа и 1 прочее) и проживало 29 человек (17 мужчин и 12 женщин). В национальном составе населения преобладали русские. В административном отношении входила в состав Ново-Покровского сельсовета Тыгдинского района Зейского округа Дальневосточного края.